# Cryptocarya anamalayana
Espèce
Statut de conservation UICN

 EN B1+2c : En danger
Cryptocarya anamalayana est une espèce de plantes à fleurs du genre Cryptocarya de la famille des Lauraceae.